# Коженяк, Сандра
Сандра Клаудия Коженяк (пол. Sandra Klaudia Korzeniak, 1976, Краков) – польская актриса театра и кино.

## Биография
В 2000 закончила Государственную высшую театральную школу в Кракове. В 2006-2008 играла в краковском Старом театре. В настоящее время работает в Театре драмы в Варшаве. Играла в пьесах Шекспира, Красинского, Чехова, Горького, Булгакова, Сары Кейн, Марка Равенхилла.  В 2009 исполнила заглавную роль в спектакле Кристиана Люпы Персона: Мэрилин, за что получила премию Паспорт Политики и ряд других наград. Снялась в нескольких телевизионных сериалах. За роль в короткометражном фильме Петра Субботко Глазго (2010) была награждена в 2011 премиями кинофестивалей в Санкт-Петербурге и Ереване.